# 贝赫安巴赫特
贝赫安巴赫特（荷蘭語：Bergambacht，荷蘭語：[bɛrxˈʔɑmbɑxt] ⓘ）是荷兰南荷兰省的旧市镇。2004年人口9,280。面积38.05 km² (14.69 mile²) ，其中2.96 km² (1.14 mile²) 为水域。2015年1月1日，贝赫安巴赫特与市镇下莱克、奥德凯尔克、弗利斯特和斯洪霍芬合并为新市镇克林珀讷瓦尔德（Krimpenerwaard）。